# مایلز اندرسون
مایلز اندرسون (انگلیسی: Miles Anderson؛ زادهٔ ۲۳ اکتبر ۱۹۴۷) بازیگر اهل بریتانیا است.
از فیلم‌ها یا برنامه‌های تلویزیونی که وی در آن نقش داشته‌است، می‌توان به لا لا لند، چوپان: گشت مرزی، ادیسه، آزادی را فریاد کن، خانه پوشالی، سی و نه پله، لورنا دون، ویشواروپام، شاه زنده است، معجزه باد، سوئینی، دادگاه جزا، به من بگوئید آقا، طبابت در پیک، تلفات، اندکی فراست، آدمکشان میدسامر، شهر هالبی، نیروی نهایی، ویلیام و مری، مسترپیس، پزشک‌ها، ایست‌اندرز، ذهن‌های جنایتکار، کنستانتین، تفنگدارها، بتل کریک، ان‌سی‌آی‌اس: لس آنجلس، فیلادلفیا همیشه آفتابی است و تراژدی مکبث اشاره کرد.